# Araraquara (microregio)
Araraquara is een van de 63 microregio's van de Braziliaanse deelstaat São Paulo. Zij ligt in de mesoregio Araraquara en grenst aan de microregio's São Carlos, Ribeirão Preto, Jaboticabal, Catanduva, Novo Horizonte, Bauru en Jaú. De microregio heeft een oppervlakte van ca. 6.266 km². In 2006 werd het inwoneraantal geschat op 493.407.
Vijftien gemeenten behoren tot deze microregio:
- Américo Brasiliense
- Araraquara
- Boa Esperança do Sul
- Borborema
- Dobrada
- Gavião Peixoto
- Ibitinga
- Itápolis
- Matão
- Motuca
- Nova Europa
- Rincão
- Santa Lúcia
- Tabatinga
- Trabiju

Mesoregio's: Araçatuba · Araraquara · Assis · Bauru · Campinas · Itapetininga · Litoral Sul Paulista · Macro Metropolitana Paulista · Marília · Metropolitana de São Paulo · Piracicaba · Presidente Prudente · Ribeirão Preto · São José do Rio Preto · Vale do Paraíba Paulista

Microregio's: Adamantina · Amparo · Andradina · Araçatuba · Araraquara · Assis · Auriflama · Avaré · Bananal · Barretos · Batatais · Bauru · Birigui · Botucatu · Bragança Paulista · Campinas · Campos do Jordão · Capão Bonito · Caraguatatuba · Catanduva · Dracena · Fernandópolis · Franca · Franco da Rocha · Guaratinguetá · Guarulhos · Itanhaém · Itapecerica da Serra · Itapetininga · Itapeva · Ituverava · Jaboticabal · Jales · Jaú · Jundiaí · Limeira · Lins · Marília · Mogi das Cruzes · Mogi-Mirim · Nhandeara · Novo Horizonte · Osasco · Ourinhos · Paraibuna e Paraitinga · Piedade · Piracicaba · Pirassununga · Presidente Prudente · Registro · Ribeirão Preto · Rio Claro · Santos · São Carlos · São João da Boa Vista · São Joaquim da Barra · São José do Rio Preto · São José dos Campos · São Paulo · Sorocaba · Tatuí · Tupã · Votuporanga